# Budapest (folyóirat)
A Budapest nyomtatásban és részben a világhálón publikált, havonta megjelenő folyóirat. A lap – korábbi hagyományokat folytatva, magát a városlakók lapjaként aposztrofálva – a főváros kulturális életéről, épületeiről, történelméről szól.

## A lap
A lap 1945. október 15-én indult, főszerkesztője Némethy Károly, a főváros kulturális tanácsnoka volt. 1947-es megszűnését követően 1966-ban a főváros kulturális folyóirataként indult újra, 1988-as megszűnéséig a Fővárosi Tanács lapjaként jelent meg. Második folyamának szerkesztői: Mesterházi Lajos, Fekete Gyula, Vargha Balázs, Jávor Ottó és Szabó János voltak.
A lap újraindítását egy kávéházi asztaltársaság, a Nagy Budapest Törzsasztal határozta el 2003-ban, így harmadízben 2004. március 15-én jelent meg Buza Péter szerkesztésében. Olvasószerkesztő: Saly Noémi. A lapban állandó rovata van Jolsvai Andrásnak, Simplicissimusnak. Gyakran ír a lapba Horváth Júlia Borbála, N. Kósa Judit, Ráday Mihály, Sándor P. Tibor, Szántó András, Török András. A lap fotósa Sebestyén László, tervezője Görög Gábor. A vezércikkek hagyományosan a Budapest szóval kezdődnek és végződnek, és soha sincsenek aláírva. 2014 óta újjáélesztették a második folyam versrovatát, amelynek szerkesztője Kirschner Péter. A lap kiadója 2004–2005-ben a Száz Magyar Falu Könyvesház Kht. volt, 2006-tól a PRESS XPRESS Bt, 2016. január 1-től a Summa Artium Nonprofit Kft. Ugyancsak ettől fogva a lap partnere a Városháza Kiadó. A lapnak 2013 óta aktív Facebook oldala van, szerkesztője Vadász Ágnes.